# 林中麟
林中麟，GBS，JP（1947年12月4日—），香港政府前公務員、曾任香港市區重建局行政總監。

## 簡歷
林中麟早年就讀皇仁書院，並於1967年中七畢業。等待大學放榜期間曾在《英文星報》工作，採訪突發新聞。他其後在1970年畢業於香港大學，並於美國史丹福大學商學院取得管理學碩士學位。林中麟曾服務香港政府31年，曾任香港政府駐三藩市經濟貿易事務處處長、副金融司、政府物料供應處處長、新機場工程統籌署署長。
1998年1月5日起，由政府借調至機管局擔任副行政總監。1998年12月1日至2000年底，接替董誠亨，擔任香港機場管理局署理行政總監。2002年1月至2007年12月，任市區重建局行政總監，並於2008年起正式退休。

## 榮譽
- 銀紫荊星章（2002年）
- 非官守太平紳士（2004年）
- 金紫荊星章（2008年）

## 資料來源
1. ↑  . 皇仁書院. 2014-06-25  [2019-07-26]. （原始内容存档于2019-08-18）.
2. 1 2  . 香港文匯報. 2005-07-05  [2019-07-26]. （原始内容存档于2011-04-25）.
3. ↑  機管局委任行政總監 （页面存档备份，存于） 香港機場管理局，1998年11月25日

| 官衔            | 官衔                                             | 官衔            |
| --------------- | ------------------------------------------------ | --------------- |
| 前任者： 董誠亨 | 香港機場管理局署理行政總監 1998年12月－2001年1月 | 繼任者： 彭定中 |